# Exomalopsis bicellularis
Exomalopsis bicellularis là một loài Hymenoptera trong họ Apidae. Loài này được Michener & Moure mô tả khoa học năm 1957.